# Josef Wagner
Josef "Sepp" Wagner (Zúric, 23 d'abril de 1916 - Bad Ragaz, 25 de setembre de 2003) va ser un ciclista suís que fou professional entre 1939 i 1947. En el seu palmarès destaca la Volta a Suïssa de 1941.

## Palmarès
- 1937
  - 1r del Gran Premi de Ginebra
- 1938
  - 1r del Gran Premi de Ginebra
- 1941
  - 1r de la Volta a Suïssa
- 1946
  - Vencedor d'una etapa de la Volta a Suïssa

### Resultats al Tour de França
- 1939. 30è de la classificació general